# Berkshire
Berkshire (vyslovováno [ˈbɑrkʃər] BARK-shər nebo [ˈbɑrkʃɪər] BARK-sheer) je nemetropolitní, ceremoniální a tradiční hrabství, rozkládající se na jihovýchodě Anglie.
Hrabství Berkshire sousedí s hrabstvími Oxfordshire, Buckinghamshire, Surrey, Wiltshire a Hampshire. Před změnou hranic v roce 1995 také sousedilo s hrabstvím Greater London. Jeho historickou severní hranici tvoří řeka Temže.

## Administrativní členění
Hrabství se dělí na šest distriktů (všechny unitary authority):
1. West Berkshire
2. Reading
3. Wokingham
4. Bracknell Forest
5. Windsor and Maidenhead
6. Slough